# A Dínószakik epizódjainak listája
Ez a lista a Dínószakik című animációs sorozat epizódjait tartalmazza.

## Epizódok

### 1. évad (2015)
| #   | #   | Eredeti cím   | Magyar cím    | Rendezte                         | Írta                    | Eredeti premier     | Magyar premier     |
| --- | --- | ------------- | ------------- | -------------------------------- | ----------------------- | ------------------- | ------------------ |
| 1.  | 1.  | Ty and Revvit | Ty és Bütyköl | Michael Mullen és Donna Brockopp | Ron Burch és David Kidd | 2015. augusztus 14. | 2017. november 11. |
| 2.  | 2.  | Scrapadactyls | Bontodaktilok | Donna Brockopp                   | Steve Altiere           | 2015. augusztus 14. | 2017. november 11. |
| 3.  | 3.  | Garage        | A műhely      | Donna Brockopp                   | Luke Giordano           | 2015. augusztus 14. | 2017. november 12. |
| 4.  | 4.  | Scraptors     | Bontorok      | Michael Mullen                   | Ron Burch és David Kidd | 2015. augusztus 14. | 2017. november 12. |
| 5.  | 5.  | Pit           | A víznyelő    | Donna Brockopp                   | Jeremy Shipp            | 2015. augusztus 14. | 2017. november 13. |
| 6.  | 6.  | Garby         | Kuka          | Donna Brockopp                   | Steve Altiere           | 2015. augusztus 14. | 2017. november 14. |
| 7.  | 7.  | Tortools      | Csúcskütyük   | Michael Mullen                   | Luke Giordano           | 2015. augusztus 14. | 2017. november 16. |
| 8.  | 8.  | Desert        | A sivatag     | Donna Brockopp                   | Jeremy Shipp            | 2015. augusztus 14. | 2017. november 15. |
| 9.  | 9.  | Sandstorm     | Homokvihar    | Donna Brockopp                   | Mimi Hess               | 2015. augusztus 14. | 2017. november 17. |
| 10. | 10. | Fake Ravine   | Az álszurdok  | Michael Mullen                   | Ron Burch és David Kidd | 2015. augusztus 14. | 2017. november 18. |

### 2. évad (2016)
| #   | #   | Eredeti cím      | Magyar cím        | Rendezte       | Írta          | Eredeti premier   | Magyar premier     |
| --- | --- | ---------------- | ----------------- | -------------- | ------------- | ----------------- | ------------------ |
| 11. | 1.  | New Tail         | Az új farok       | Donna Brockopp | Steve Altiere | 2016. március 11. | 2017. november 19. |
| 12. | 2.  | Ottos            | Ottók             | Donna Brockopp | Luke Giordano | 2016. március 11. | 2017. november 20. |
| 13. | 3.  | Night            | Éjszaka           | TBA            | Steve Altiere | 2016. március 11. | 2017. november 21. |
| 14- | 4.  | Rollodons        | Hengedonok        | TBA            | Kinan Copen   | 2016. március 11. | 2017. november 22. |
| 15. | 5.  | Lair             | Odú               | TBA            | Jeremy Shipp  | 2016. március 11. | 2017. november 23. |
| 16. | 6.  | Battering Ram    | Faltörő kos       | TBA            | Mimi Hess     | 2016. március 11. | 2017. november 24. |
| 17. | 7.  | Racetrack        | Versenypálya      | TBA            | Luke Giordano | 2016. március 11. | 2017. november 25. |
| 18. | 8.  | Gluphosaurs      | Glufoszaurok      | TBA            | Jeremy Shipp  | 2016. március 11. | 2017. november 26. |
| 19. | 9.  | Towaconstrictors | Nyálkaszaurok     | TBA            | Kinan Copen   | 2016. március 11. | 2017. november 27. |
| 20. | 10. | Desert Scraptors | Sivatagi bontorok | TBA            | Steve Altiere | 2016. március 11. | 2017. november 28. |
| 21. | 11. | Water            | Víz               | TBA            | Luke Giordano | 2016. március 11. | 2017. november 29. |
| 22. | 12. | Wind             | Vihar             | TBA            | Jeremy Shipp  | 2016. március 11. | 2017. november 30. |
| 23. | 13. | Lightning        | Villámlás         | TBA            | Steve Altiere | 2016. március 11. | 2017. december 1.  |

### 3. évad (2016)
| #   | #   | Eredeti cím     | Magyar cím     | Rendezte                   | Írta                    | Eredeti premier  | Magyar premier    |
| --- | --- | --------------- | -------------- | -------------------------- | ----------------------- | ---------------- | ----------------- |
| 24. | 1.  | Slide           | Az ugrató      | TBA                        | Luke Giordano           | 2016. október 7. | 2018. március 10. |
| 25. | 2.  | Drillasaurs     | Fúrószauruszok | TBA                        | Jeremy Shipp            | 2016. október 7. | 2018. március 11. |
| 26. | 3.  | Volcano         | A vulkán       | TBA                        | Ron Burch és David Kidd | 2016. október 7. | 2018. március 12. |
| 27. | 4.  | Sawmetradon     | Fűrészrodon    | Seung Cha                  | Ron Burch és David Kidd | 2016. október 7. | 2018. március 13. |
| 28. | 5.  | Speed           | Gyorsulás      | Seung Cha                  | Steve Altiere           | 2016. október 7. | 2018. március 14. |
| 29. | 6.  | Flynt           | Flynt          | Seung Cha                  | Luke Giordano           | 2016. október 7. | 2018. március 15. |
| 30. | 7.  | Wings           | Szárnyas       | Seung Cha                  | Jeremy Shipp            | 2016. október 7. | 2018. március 16. |
| 31. | 8.  | Slamtools       | Kocckütyük     | Seung Cha                  | Steve Altiere           | 2016. október 7. | 2018. március 17. |
| 32. | 9.  | Blayde          | Penge          | Seung Cha                  | Jeremy Shipp            | 2016. október 7. | 2018. március 18. |
| 33. | 10. | Battle          | Ütközet        | Seung Cha                  | Luke Giordano           | 2016. október 7. | 2018. március 19. |
| 34. | 11. | Cementasaurs    | Cementaszaurok | Michael Mullen és Dan Riba | Steve Altiere           | 2016. október 7. | 2018. március 20. |
| 35. | 12. | Eggs            | Tojások        | Christo B. Stamboliev      | Jeremy Shipp            | 2016. október 7. | 2018. március 21. |
| 36. | 13. | Pounder         | Morzsolófusz   | Christo Stamboliev         | Kinan Copen             | 2016. október 7. | 2018. március 22. |
| 37. | 14. | Shockarachnids  | Sokkarachnidák | Michael Mullen és Dan Riba | Steve Altiere           | 2016. október 7. | 2018. március 23. |
| 38. | 15. | Scaretrux       | A Rémraktor    | Christo Stamboliev         | Luke Giordano           | 2016. október 7. | 2018. március 24. |
| 39. | 16. | Magnet Mountain | A mágneshegy   | Christo Stamboliev         | Jeremy Shipp            | 2016. október 7. | 2018. március 25. |

### 4. évad (2017)
| #   | #  | Eredeti cím        | Magyar cím         | Rendezte                   | Írta          | Eredeti premier   | Magyar premier    |
| --- | -- | ------------------ | ------------------ | -------------------------- | ------------- | ----------------- | ----------------- |
| 40. | 1. | Pteracopters       | Pterakopterek      | David Schwartz             | Steve Altiere | 2017. március 31. | 2018. március 26. |
| 41. | 2. | Snowblazer         | Hókotró            | Christo Stamboliev         | Jeremy Shipp  | 2017. március 31. | 2018. március 27. |
| 42. | 3. | Picktools          | Bizkütyük          | Michael Mullen és Dan Riba | Luke Giordano | 2017. március 31. | 2018. március 28. |
| 43. | 4. | Ton-Ton & Skrap-It | Ton-Ton és Cin-Cál | Dan Riba                   | Luke Giordano | 2017. március 31. | 2018. április 3.  |
| 44. | 5. | Garby's Gang       | Kuka csapata       | Christo Stamboliev         | Jeremy Shipp  | 2017. március 31. | 2018. március 30. |
| 45. | 6. | Gearwigs           | Szelepiócák        | David Schwartz             | Steve Altiere | 2017. március 31. | 2018. március 31. |
| 46. | 7. | Bridge             | A híd              | Michael Mullen             | Luke Giordano | 2017. március 31. | 2018. március 29. |

### 5. évad (2017)
| #   | #  | Eredeti cím       | Magyar cím          | Rendezte       | Írta                    | Eredeti premier     | Magyar premier   |
| --- | -- | ----------------- | ------------------- | -------------- | ----------------------- | ------------------- | ---------------- |
| 47. | 1. | Imposters         | Tőrbe csalva        | David Schwartz | Ron Burch és David Kidd | 2017. augusztus 18. | 2018. április 1. |
| 48. | 2. | Aquadons          | Akvadonok           | David Schwartz | Steve Altiere           | 2017. augusztus 18. | 2018. április 4. |
| 49. | 3. | The Return        | Hazatérés           | Pete Jacobs    | Jeremy Shipp            | 2017. augusztus 18. | 2018. április 5. |
| 50. | 4. | Junktools         | LomKütyük           | Michael Mullen | Mimi Hess               | 2017. augusztus 18. | 2018. április 2. |
| 51. | 5. | Dreadtrux Part. 1 | Rém-Szaki – 1. rész | Dan Riba       | Steve Altiere           | 2017. augusztus 18. | 2018. április 6. |
| 52. | 6. | Dreadtrux Part. 2 | Rém-Szaki – 2. rész | TBA            | Ron Burch és David Kidd | 2017. augusztus 18. | 2018. április 7. |

### 6. évad (2017): Felturbózott Dínószakik
| #   | #  | Eredeti cím    | Magyar cím    | Rendezte        | Írta                    | Eredeti premier    | Magyar premier  |
| --- | -- | -------------- | ------------- | --------------- | ----------------------- | ------------------ | --------------- |
| 53. | 1. | Superchargers  | Feltöltők     | Steve Trenbirth | David Kidd és Ron Burch | 2017. november 10. | 2019. január 2. |
| 54. | 2. | Superscraptors | Turbóbontorok | Dan Riba        | Steve Altiere           | 2017. november 10. | 2019. január 3. |
| 55. | 3. | Diamond Bit    | Gyémánt Bit   | Steve Trenbirth | Jeremy Shipp            | 2017. november 10. | 2019. január 4. |
| 56. | 4. | Shootout       | Lövöldözés    | Pete Jacobs     | Luke Giordano           | 2017. november 10. | 2019. január 5. |
| 57. | 5. | Downshift      | Visszaváltás  | Pete Jacobs     | Kinan Copan             | 2017. november 10. | 2019. január 6. |
| 58. | 6. | Xee            | Zizi          | Dan Riba        | Steve Altiere           | 2017. november 10. | 2019. január 7. |

### 7. évad (2018): Felturbózott Dínószakik
| #   | #  | Eredeti cím | Magyar cím         | Rendezte        | Írta          | Eredeti premier   | Magyar premier   |
| --- | -- | ----------- | ------------------ | --------------- | ------------- | ----------------- | ---------------- |
| 59. | 1. | D-Stroy     | L-Pusztító         | Steve Trenbirth | Steve Altiere | 2018. március 23. | 2019. január 8.  |
| 60. | 2. | Doom Run    | A végzetes verseny | Dan Riba        | Jeremy Shipp  | 2018. március 23. | 2019. január 9.  |
| 61. | 3. | Goldtrux    | Aranyraktor        | Steve Trenbirth | Steve Altiere | 2018. március 23. | 2019. január 10. |
| 62. | 4. | Cliffhanger | Bizalom a kövön    | Pete Jacobs     | Jeremy Shipp  | 2018. március 23. | 2019. január 11. |
| 63. | 5. | Magnodozer  | Magnodózer         | Mark Sonntag    | Luke Giordano | 2018. március 23. | 2019. január 12. |
| 64. | 6. | Liftasaurus | Emelőszauruszok    | Dan Riba        | Luke Giordano | 2018. március 23. | 2019. január 13. |
| 65. | 7. | Bad Build   | Pusztító testvérek | Steve Trenbirth | Steve Altiere | 2018. március 23. | 2019. január 14. |

### 8. évad (2018): Felturbózott Dínószakik
| #   | #   | Eredeti cím          | Magyar cím            | Rendezte        | Írta                    | Eredeti premier    | Magyar premier   |
| --- | --- | -------------------- | --------------------- | --------------- | ----------------------- | ------------------ | ---------------- |
| 66. | 1.  | Renegades            | Lázadók               | Dan Riba        | David Kidd és Ron Burch | 2018. augusztus 3. | 2019. január 15. |
| 67. | 2.  | Dyscrapadons         | Dibontodonok          | Mark Sonntag    | Mimi Hess               | 2018. augusztus 3. | 2019. január 16. |
| 68. | 3.  | Opposite             | Hasonmások            | Steve Trenbirth | Kinan Copen             | 2018. augusztus 3. | 2019. január 17. |
| 69. | 4.  | Drillipedes          | Fúrkütyük             | Dan Riba        | Jeremy Shipp            | 2018. augusztus 3. | 2019. január 18. |
| 70. | 5.  | Part Kart            | A bütykölő verda      | Mark Sonntag    | Luke Giordano           | 2018. augusztus 3. | 2019. január 19. |
| 71. | 6.  | Crabcavator          | A kagylótörő          | Steve Trenbirth | Steve Altiere           | 2018. augusztus 3. | 2019. január 20. |
| 72. | 7.  | Anklyodump Games     | Ankilo-dömper játékok | Dan Riba        | Jeremy Shipp            | 2018. augusztus 3. | 2019. január 21. |
| 73. | 8.  | Scraptool Apprentice | Kütyü-kalamajka       | Mark Sonntag    | Luke Giordano           | 2018. augusztus 3. | 2019. január 22. |
| 74. | 9.  | Silent Trux          | Néma szakik           | Steve Trenbirth | Steve Altiere           | 2018. augusztus 3. | 2019. január 23. |
| 75. | 10. | Shredadon            | Aprítodon             | Dan Riba        | Mimi Hess               | 2018. augusztus 3. | 2019. január 24. |
| 76. | 11. | Lil' Dread           | Mini rém              | Mark Sonntag    | Luke Giordano           | 2018. augusztus 3. | 2019. január 25. |
| 77. | 12. | Ore Hunt             | Ércvadászat           | Steve Trenbirth | Steve Altiere           | 2018. augusztus 3. | 2019. január 26. |
| 78. | 13. | Ty vs. D-Structs     | Ty kontra L-Tipró     | Dan Riba        | David Kidd és Ron Burch | 2018. augusztus 3. | 2019. január 27. |